# Olejarka (roślina)
Olejarka (Guizotia Cass.) – rodzaj roślin z rodziny astrowatych. Obejmuje 6–7 gatunków. Zasięg rodzaju obejmuje środkową i wschodnią Afrykę – od Sudanu po Mozambik oraz Jemen na Półwyspie Arabskim. Olejarka abisyńska G. abyssinica introdukowana i dziczejąca rośnie na Bliskim Wschodzie, w południowej i wschodniej Azji, we wschodniej Australii, w Ameryce Północnej i wielu krajach Europy. W Polsce gatunek ten ma status efemerofita – przejściowo tylko dziczejącego.
Istotne znaczenie użytkowe ma olejarka abisyńska Guizotia abyssinica, której nasiona służą jako karma dla ptaków i surowiec do produkcji oleju używanego jako jadalny i do wyrobu farb.

## Morfologia
PokrójRośliny jednoroczne, byliny i krzewy.
LiścieNaprzeciwległe, choć górne zwykle skrętoległe. Blaszka liściowa od spodu kropkowana z powodu gruczołków zawierających oleje i żywice.
KwiatyZebrane w szczytowe koszyczki powstające pojedynczo lub zebrane w wierzchotkowate lub wiechowate kwiatostany złożone. Okrywa z listkami wyrastającymi w dwóch rzędach, z których listki zewnętrzne są duże i liściaste, a wewnętrzne drobne. Korony żeńskich kwiatów brzeżnych są języczkowate, z języczkiem trójząbkowym na końcu. Kwiaty rurkowate mają kształt walcowaty, w środku są owłosione, zwieńczone są 5 łatkami. Pręciki z główkami u nasady strzałkowatymi lub tępymi, z przydatkiem na wierzchołku. Ramiona słupka krótkie i szczecinkowato owłosione.
OwoceNiełupki jajowate, powstające z kwiatów języczkowatych trójkanciaste, a z kwiatów rurkowych – czterokanciaste. Owoce pozbawione są puchu kielichowego, mają barwę brązową do czarnej.

## Systematyka
Rodzaj z rodziny astrowatych Asteraceae z podrodziny Asteroideae i z plemienia Millerieae.
Wykaz gatunków
- Guizotia abyssinica (L.f.) Cass. – olejarka abisyńska
- Guizotia arborescens Friis
- Guizotia jacksonii (S.Moore) J.Baagøe
- Guizotia scabra (Vis.) Chiov.
- Guizotia schimperi Sch.Bip.
- Guizotia villosa Sch.Bip. ex A.Rich.
- Guizotia zavattarii Lanza